# Murrayfield Racers
Murrayfield Racers byl hokejový klub z Edinburghu ve Skotsku. Tým byl založený v roce 1952 (jako Murrayfield Royals).

## Historie
Klub byl založen v roce 1952, v letech 1970 až 1976 během rozdělení britského šampionátu sedmkrát vyhrál Northern League, v letech 1987 a 1988 pak titul mistra Velké Británie. V roce 1996 klub zmizel a byl nahrazen Edinburghem Capitals. V roce 2018 byl tým obnoven ve skotské národní lize, kterou hned ve své první sezóně vyhrál.

## Úspěchy
- Premier Division - 2x (1987, 1988)
- Skotská národní liga - 1x (2019)
- British Championship - 4x (1969, 1970, 1971 a 1972)

- Northern League - 7x (1970, 1971, 1972, 1975, 1979, 1980 a 1980)

- Benson & Hedges Cup - 1x (1983)
- Podzimní pohár - 9x (1968, 1970, 1974, 1977, 1979, 1980, 1985, 1989, 1993)
- Stuart Robertson Cup - 1x (2019)

## Historie pojmenování
- 1952–1958 – Murrayfield Royals
- 1958–1966 – Edinburgh Royals
- 1966–1994 – Murrayfield Racers
- 1994–1995 – Edinburgh Racers
- 1995–1996 – Murrayfield Royals
- 2018- - Murrayfield Racers